# Campo del Cielo

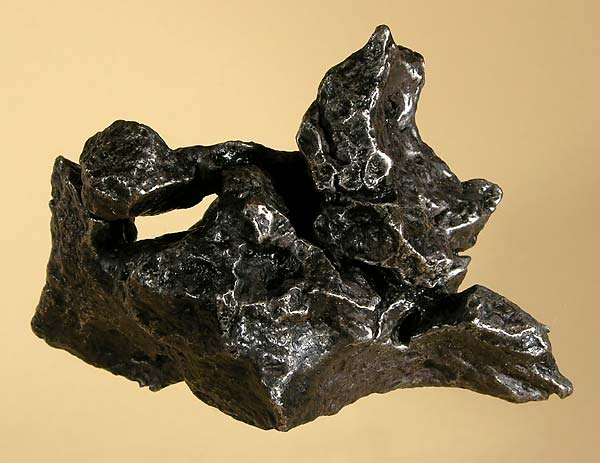
Ett fragment på 576 g.

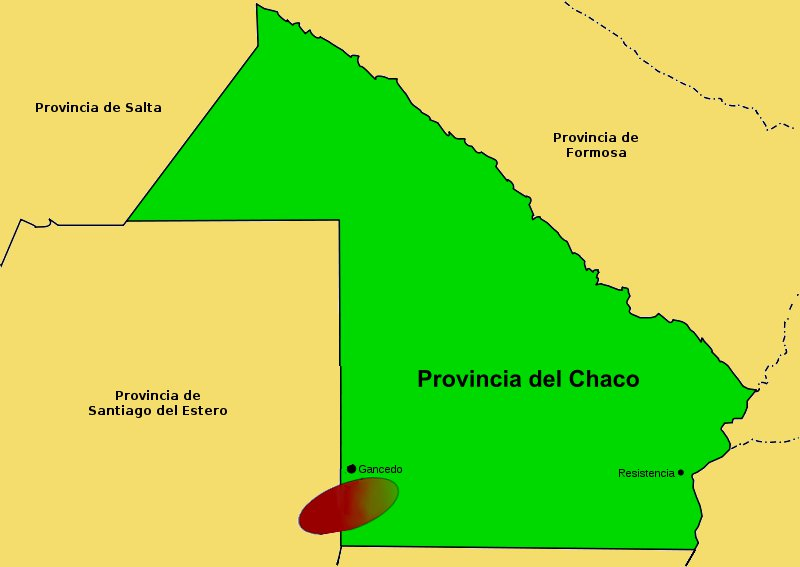
Campo del Cielos utsträckning.

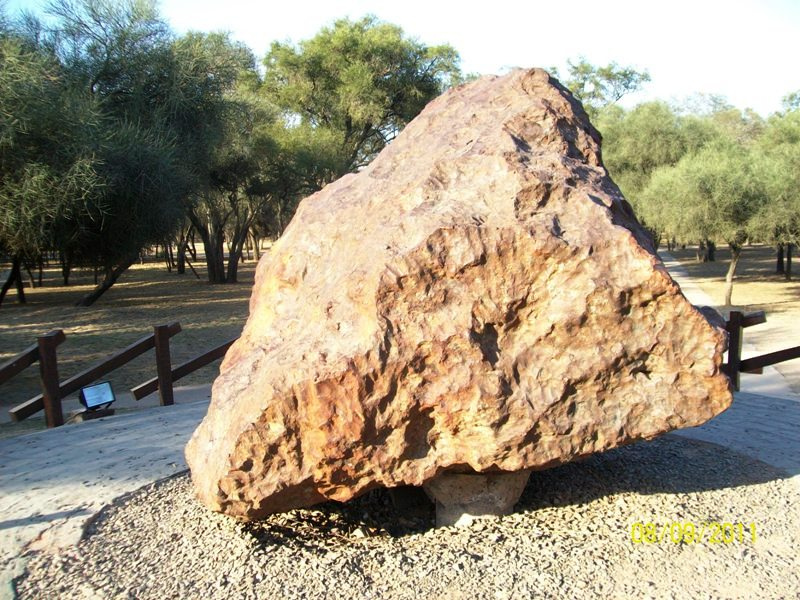
El Chaco.

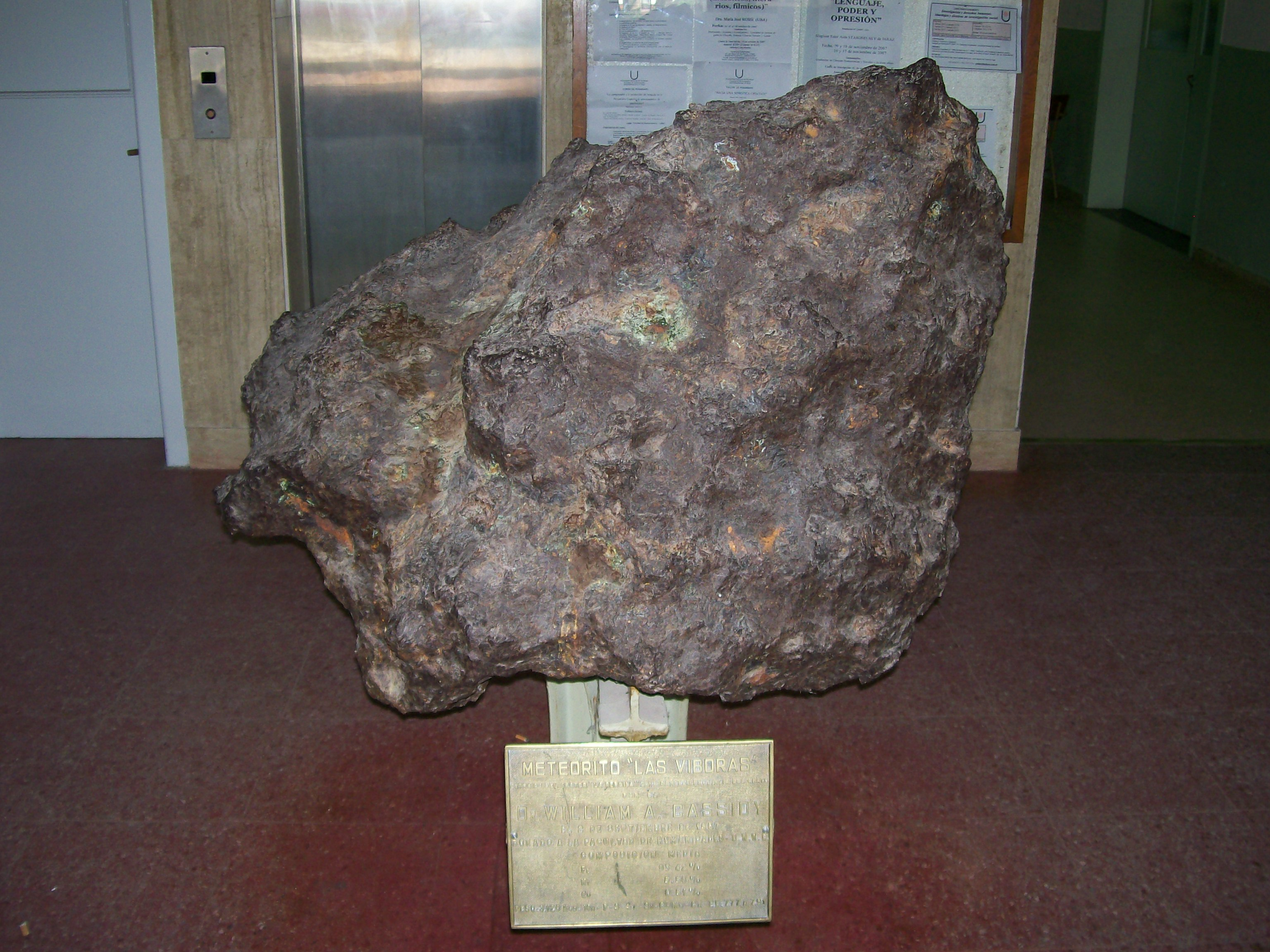
"Las Víboras" utställd på Universidad Nacional del Nordeste (Chaco, Argentina)

Campo del Cielo (spanska för "Himmelsfältet") betecknar en grupp järnmeteoriter eller det kraterfält där dessa hittats på gränsen mellan provinserna Chaco och Santiago del Estero, 1000 km nordväst om Buenos Aires, i Argentina. Det elliptiska kraterfältet täcker en yta på 3×19 km och omfattar minst 26 nedslagskratrar, varav den största är 115×91 m, vars ålder uppskattats till mellan 4000 och 5000 år. Kratrarna, som innehöll järnmassor, rapporterades 1576 men var redan kända av områdets urinvånare. Ett flertal meteoriter har hittats inom området och den största, el Chaco, väger 37 ton, vilket gör den till den näst största meteorit som hittills hittats (efter Hobameteoriten i Namibia). La Sopresa ligger med sina 14,85 ton på åttonde plats i världen.

## Historia
1576 uppdrog guvernören i Tucumán Gonzalo de Abreu y Figueroa åt militären, ledd av Hernán Mexía de Miraval, att söka efter en stor förekomst av järn som lokalbefolkningen använde till sina vapen. Indianerna hävdade att järnet fallit från himlen på en plats de kallade Piguem Nonraltá, vilket spanjorerna översatte till Campo del Cielo. Miraval hittade ett stort stycke järn som stack upp ur jorden och tog med prover till Santiago del Estero där dessa befanns vara av stor renhet. Miraval gjorde upp ett dokument som, tillsammans med guvernörens order, hamnade i Archivo General de Indias i Sevilla, där det låg glömt i 340 år. Indianerna fortsatte använda järn till sina vapen och 1774 återupptäckte Bartolome Francisco de Maguna meteoriten, som senare kom att kallas el Meson de Fierro ("bordet av järn"), och trodde att den var spetsen på en järnåder. De Maguna tog ett prov och sände det till Spanien, där det ansågs bestå av 80% järn och 20% silver, vilket ledde till lite uppståndelse. Men, andra analyser fann inget silver och en expedition 1783 under Rubin de Celis, för att utreda möjligheterna att anlägga en järngruva, konstaterade att järnet inte fortsatte någon längre sträcka ner i marken. De Celis trodde inte på att järnet kommit från himlen, utan att det var ett resultat av ett vulkanutbrott, men han sände prover till Royal Society i London och dessa prover befanns innehålla 10% nickel. Först på 1800-talet accepterade man att meteoriter faktiskt föll från himlen och kunde då förklara de sydamerikanska fynden. De Celis uppgav att el Meson de Fierro fanns på 28°28'S, vilket skulle innebära att den låg några mil utanför de kratrar som är kända.

## Nedslag, ålder och sammansättning
Minst 26 kratrar har hittats i området, den största 115×91 m. Kraterfältet täcker ett område på 3×19 km, med ett tillhörande spridningsområde för mindre fragment som sträcker sig c:a 60 km längre ut. Minst två av kratrarna har innehållit tusentals små fragment. En så ovanlig utbredning tyder på att en stor meteorid inträdde i jordens atmosfär och fragmenterades, och dess storlek har uppskattats till över fyra meter i diameter. Meteoriterna innehåller ovanligt många inneslutningar för en järnmeteorit och kan ha gynnat fragmenteringen. Prover av bränt trä har insamlats under fragmenten och åldersbetämts med C14-metoden. Resultaten pekar på ett nedslag för 4200–4700 år sedan, d.v.s. 2400–2700 f.Kr.
Medelsammansättningen för Campo del Cielo-meteoriter är 6,67% nickel, 0,43% kobolt, 0,25% fosfor, 87 ppm gallium, 407 ppm germanium och 3.6 ppm iridium, med resten järn.
| Massa (ton)      | Namn                                 | Upptäcktsår           |
| ---------------- | ------------------------------------ | --------------------- |
| 15–23?           | Meson de Fierro                      | 1576                  |
| >0,75 (nu 0,634) | Runa Pocito eller Otumpa             | 1803                  |
| 4,21             | el Toba                              | 1923                  |
| 0,025            | el Hacha                             | 1924                  |
| 0,732            | el Mocovi                            | 1925                  |
| 0,85             | el Tonocote                          | 1931                  |
| 0,46             | el Abipon                            | 1936                  |
| 0,998            | el Mataco                            | 1937                  |
| 0,35             | el Patio                             | före 1960             |
| 1,998            | el Taco                              | 1962                  |
| 1,625            | la Perdida 1                         | 1965                  |
| 3,12             | las Viboras eller la Perdida 2       | 1965                  |
| (33,4–)37,4      | el Chaco                             | 1969 (framgrävd 1980) |
| 10,0             | Santiago del Estero?                 | 1997                  |
| 3,9              | Tañigó II                            | 1998                  |
| 14,98            | la Sopresa                           | 2005                  |
| 7,85             | el Wichí eller Meteorito Santiagueño | 2006                  |
| 5,68             | la Carmen Sosa                       | 2007                  |
| 9,76             | el Adolfo                            | 2008                  |

## Galleri

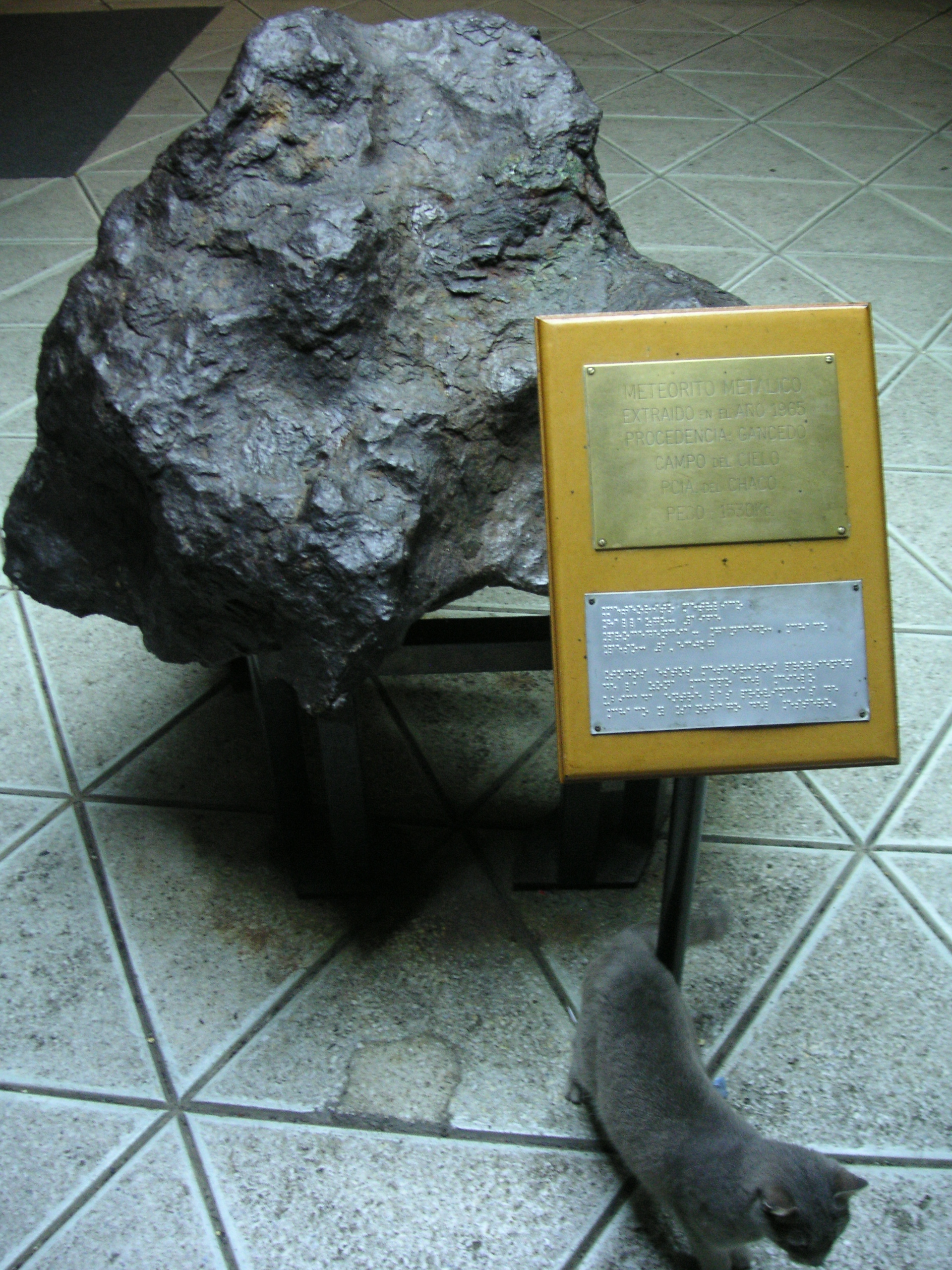
La Perdida, 1625 kg.
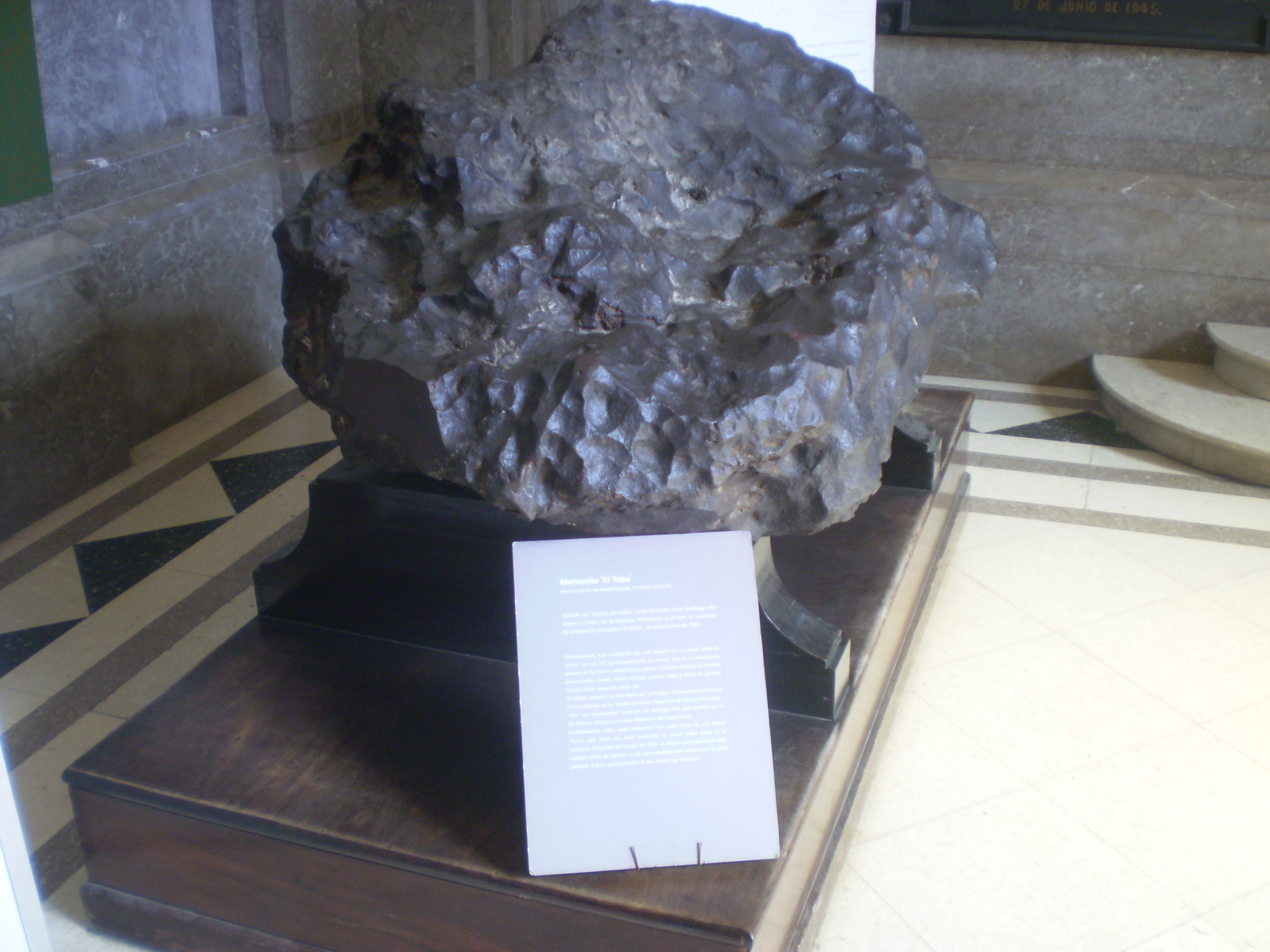
el Toba på Museo Argentino de Ciencias Naturales.
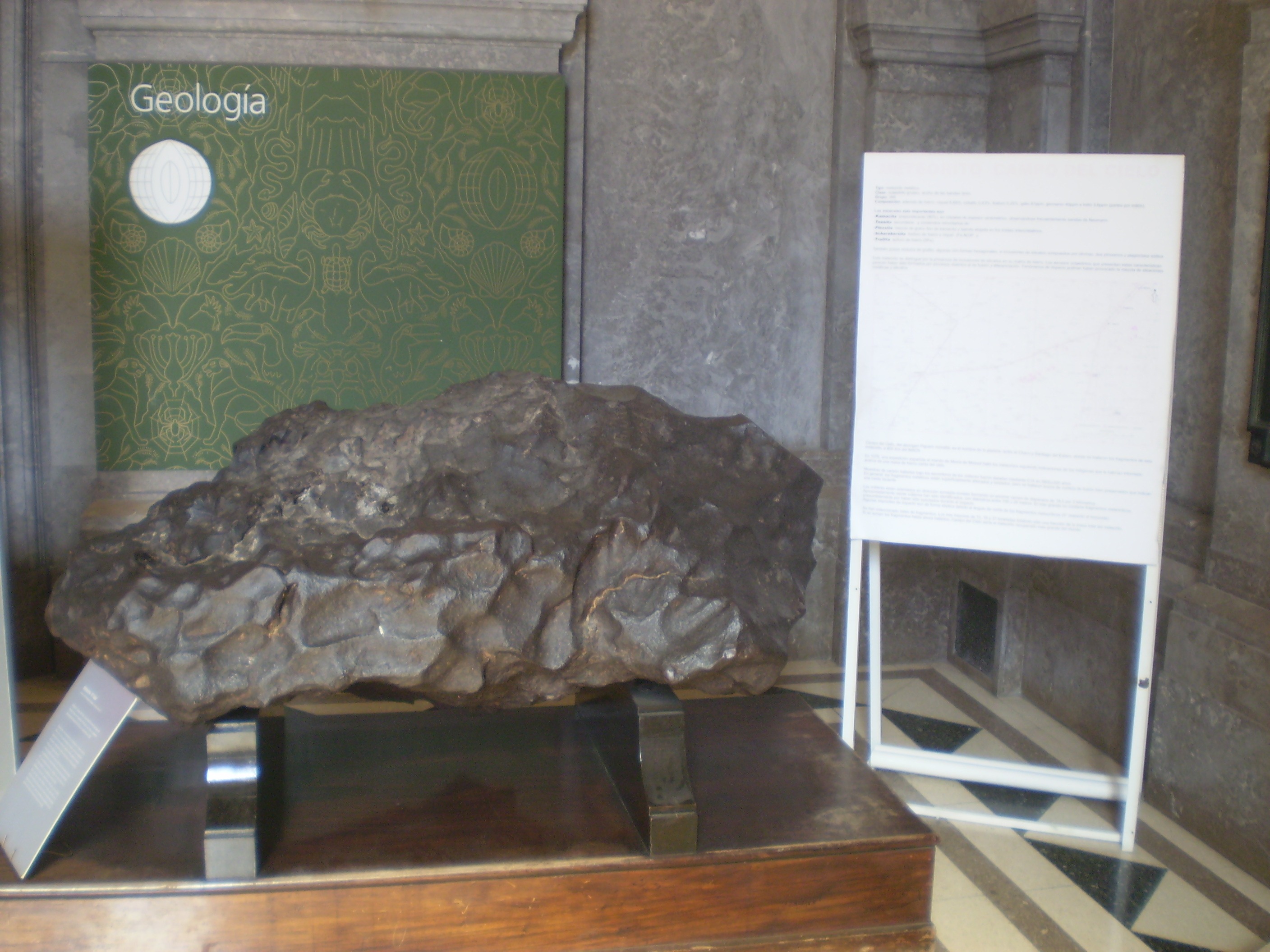
el Toba från en annan vinkel.
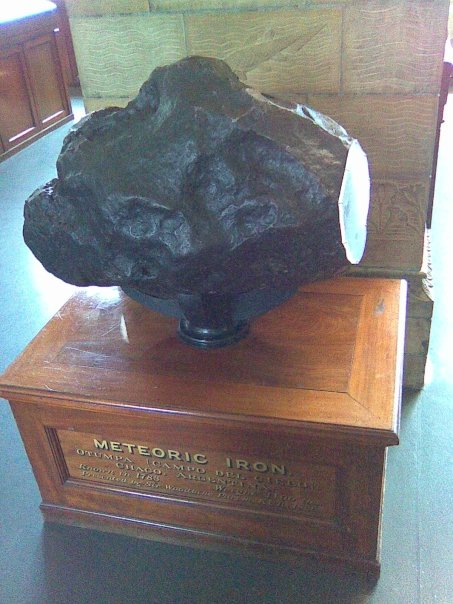
Otumpa på Natural History Museum, London.